# アレクサンドル・ヤンケヴィッツ
アレクサンドル・タウンデ・ディミトリ・ヤンケヴィッツ（Alexandre Tounde Dimitri Jankewitz, 2001年12月25日 - ）は、スイス・ヴォー州ヴヴェイ出身のサッカー選手。FCザンクト・ガレン所属。ポジションはMF。

## クラブ経歴
セルヴェットFCのユースアカデミーを経て、2018年にサウサンプトンFCと契約。ユースチームでのプレーを経て2020年8月にトップチームに昇格。2021年1月29日のアストン・ヴィラFC戦でプレミアリーグデビュー。更に2月2日のマンチェスター・ユナイテッドFC戦では、プロデビュー2戦目で先発で起用された。しかし、試合開始早々にスコット・マクトミネイに激しいタックルを浴びせてしまい、一発退場処分。更に前半34分にもヤン・ベドナレクを一発退場を失ったチームは、失点を重ね0-9の歴史的大敗を喫し、試合後にヤンケヴィッツは「史上最悪のデビュー戦」と酷評されてしまった。
2021年7月12日、BSCヤングボーイズと4年契約を締結し、母国リーグで再出発することになった。

## 代表歴
2017年より、各ユース世代のスイス代表に随時招集。2018年にはUEFA U-17欧州選手権に出場した。

## 人物
- 両親はカメルーン出身。